# Megachile fimbriata
Megachile fimbriata är en biart som beskrevs av Smith 1853. Megachile fimbriata ingår i släktet tapetserarbin, och familjen buksamlarbin. Inga underarter finns listade i Catalogue of Life.